# 목도왕
목도왕(目圖王, 생몰년 미상)은 왜국에 정착한 남부여 후손이다. 시왕공(市往公, いちゆきのきみ) 가문과 강련(岡連氏, をかのむらじ) 가문의 선조가 된다.
남부여 성왕의 손자로, 왜국에 귀화하여 시왕공(市往公) 가문의 선조가 되었다. 신찬성씨록에 의하면 그의 다른 아들 안귀(安貴)는 강련(岡連)의 성을 하사받고 강연씨 가문의 선조가 되었다 한다.

## 가계
- 증조부 : 무령(武寧, 462~523 재위:501~523)
- 증조모 : 대부인
  - 조부 : 성(聖, ? ~554 재위:523~554)
  - 조모 : 미상
    - 아버지 : 부여씨(扶餘氏)
    - 어머니 : 미상
      - 아들 : 강련안귀(岡連安貴)

## 같이 보기
- 임성태자
- 순타태자
- 귀실복신
- 아좌태자